# Contea di Campbell (Wyoming)
La contea di Campbell (in inglese Campbell County) è una contea dello Stato del Wyoming, negli Stati Uniti. La popolazione al censimento del 2014 era di 48 320 abitanti. Il capoluogo di contea è Gillette.

## Geografia
La contea fa parte del bacino del fiume Powder. Il territorio è prevalentemente una prateria.

### Contee confinanti
- Contea di Powder River (Montana) - nord
- Contea di Crook - nord-est
- Contea di Weston - sud-est
- Contea di Converse - sud
- Contea di Johnson - sud-ovest
- Contea di Sheridan - ovest

## Storia
Per generazioni la contea fu un luogo di caccia per i nativi Lakota Sioux.
La contea fu creata nel 1911 da parti delle contee di Crook e Weston. Deve il suo nome probabilmente a Robert Campbell (un commerciante) o a John Allen Campbell, governatore del Wyoming.

## Comuni

### City
- Gillette (capoluogo)

### Town
- Wright

### Census-designated places
- Antelope Valley-Crestview
- Sleepy Hollow